# Coleophora cratipennella
Coleophora cratipennella é uma espécie de mariposa do gênero Coleophora pertencente à família Coleophoridae.